# Ventanillas de Otuzco

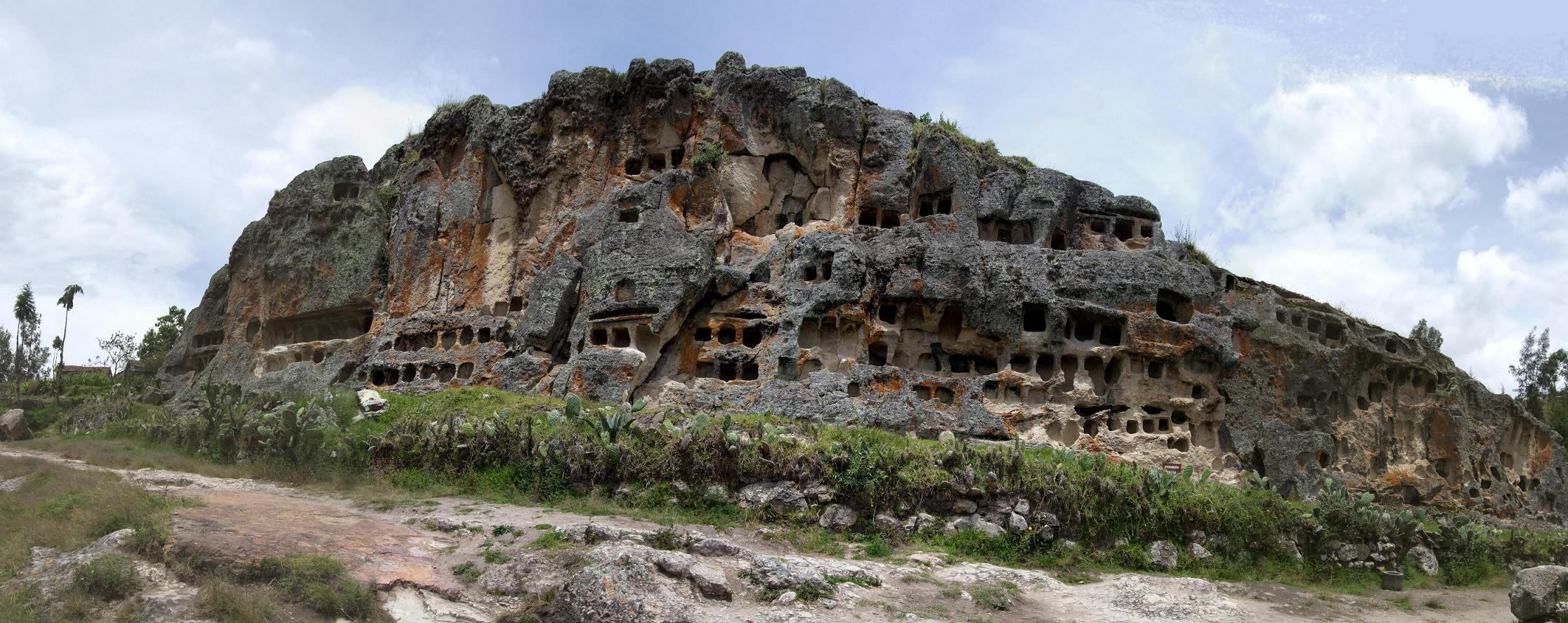
Ventanillas de Otuzco.

Las Ventanillas de Otuzco es un sitio arqueológico peruano situado en el distrito de Baños del Inca a 8 km al noroeste de la ciudad de Cajamarca. Las criptas cumplían su función de recintos funerarios.

## Ubicación geográfica
Está situado cerca del poblado Otuzco en el distrito de Baños del Inca a 8 km al noroeste de la ciudad de Cajamarca. El sitio se localiza sobre roca volcánica. Tiene un área de 4000 metros cuadrados.

## Cronología
Tiene una antigüedad de 50 a. C. - 500 d. C. del período Intermedio Temprano.